# Lacinipolia rectilinea
Lacinipolia rectilinea là một loài bướm đêm trong họ Noctuidae.